# Court Tomb von Doon
Das Court Tomb von Doon befindet sich im Townland Doon am Ortsrand von Ballyconnell,  County Cavan, in der Republik Irland am Fuß des Slieve Rushen. Es ist von hohen Bäumen umgeben sowie stark gestört und von Büschen überwachsen.

## Beschreibung
Bei der Anlage handelt es sich um ein Dual Court Tomb mit zwei Galerien, jede neun Meter lang und in je drei Kammern unterteilt. Entlang der Nordseite sind elf Steine erhalten; im Süden sind es sieben.